# Sergej Filatov
Sergej Filatov (Gouvernement Tambov, 25 september 1926 - Moskou 3 april 1997) was een ruiter uit de Sovjet-Unie, die gespecialiseerd was in dressuur. Filatov nam deel aan de Olympische Zomerspelen 1956 en behaalde de elfde plaats individueel en de viel met de vierde plaats net buiten de medailles. Vier jaar later behaalde Filatov tijdens de Olympische Zomerspelen 1960 de gouden medaille in de individuele dressuur. Filatov behaalde tijdens zijn derde olympische optreden in Tokio zowel individueel als in de landenwedstrijd de bronzen medaille.

## Resultaten
- Olympische Zomerspelen 1956 in Stockholm 11e individueel dressuur met Ingas
- Olympische Zomerspelen 1956 in Stockholm 4e landenwedstrijd dressuur met Ingas
- Olympische Zomerspelen 1960 in Rome  individueel dressuur met Absent
- Olympische Zomerspelen 1964 in Tokio  individueel dressuur met Absent
- Olympische Zomerspelen 1964 in Tokio  landenwedstrijd dressuur met Absent

1912: Carl Bonde ·
1920: Janne Lundblad ·
1924: Ernst Linder ·
1928: Carl Friedrich von Langen ·
1932: Xavier Lesage ·
1936: Heinz Pollay ·
1948: Hans Moser ·
1952: Henri Saint Cyr ·
1956: Henri Saint Cyr ·
1960: Sergej Filatov ·
1964: Henri Chammartin ·
1968: Ivan Kizimov ·
1972: Liselott Linsenhoff ·
1976: Christine Stückelberger ·
1980: Elisabeth Theurer ·
1984: Reiner Klimke ·
1988: Nicole Uphoff ·
1992: Nicole Uphoff ·
1996: Isabell Werth ·
2000: Anky van Grunsven ·
2004: Anky van Grunsven ·
2008: Anky van Grunsven ·
2012: Charlotte Dujardin ·
2016: Charlotte Dujardin ·
2020: Jessica von Bredow-Werndl ·
2024: Jessica von Bredow-Werndl